# Sanaga
Il Sanaga è un fiume del Camerun, il cui bacino idrografico si estende nella parte centrale del Paese.

## Percorso
Ha origine dal versante meridionale del massiccio dell'Adamaoua, nella sezione centrale del territorio camerunese, dall'unione dei due rami sorgentiferi Agoua e Djérem. Scorre successivamente con direzione mediamente ovest-sudovest attraverso l'altopiano centrale, fino a sfociare nel golfo di Guinea, 48 chilometri a sud di Douala. Il principale affluente del Sanaga è il fiume Mbam, che confluisce nel medio corso dalla destra idrografica.
I principali centri urbani toccati dal Sanaga nel suo corso sono Nanga-Eboko, Monatélé e, poco lontano dalla foce, Édéa, presso cui sorge un'importante centrale idroelettrica.
Nei pressi del suo corso sorge Ngog Lituba, una montagna sacra.

## Regime
Il Sanaga ha un regime di portata annuale strettamente correlato all'andamento pluviometrico, con una media annua intorno ai 2.000 m³/s presso Edéa.
I minimi di portata annui vengono raggiunti nel periodo gennaio-aprile (minimo assoluto mensile in marzo, con poco più di 500 m³/s a Edéa), al termine del periodo più secco dell'anno; l'arrivo della stagione piovosa (in maggio) provoca l'aumento della portata che raggiunge il suo massimo mensile annuo di circa 5.400 m³/s in ottobre.